# Bogshed
Bogshed est un groupe de rock indépendant britannique, originaire de Hebden Bridge, dans le Yorkshire, en Angleterre. Le groupe ne dure que quatre ans entre 1984 et 1988.

## Biographie
Le groupe est composé de Phil Hartley (chant), Mike Bryson (basse), Mark McQuaid (guitare) et  Tristan King (batterie). 
Le style musical de Bogshed mêle des influences punk et rock. Mais le son du groupe est très particulier : les enregistrements du premier mini-album, Let Them Eat Bogshed, sorti sur le label du chanteur des Membranes, Vinyl Drip Records, semblent mal produits. En réalité, l'effet recherché est la  saturation des guitares et du chant exacerbé de Phil Hartley. Cela rapproche Bogshed des  groupes du label Ron Johnson Records. Bogshed figure sur la célèbre compilation C86, avec le titre Run to the Temple.
Avec la fin du groupe, Tris King rejoint A Witness. Il est décédé le 21 décembre 2008, à l'âge de 42 ans. Mike Bryson, qui illustrait les pochettes du groupe est devenu caricaturiste. Il est décédé en novembre 2022. Phil Hartley est mort en 2006. Mark McQuaid est le dernier membre vivant de Bogshed.

## Discographie

### Albums studio
- 1986 : Step On It (Shelfish Records)
- 1987 : Brutal (Shelfish Records)

### Singles et EP
- Excellent Girl (Shelfish Records)
- Morning, Sir (Shelfish Records)
- 1986 : Let Them Eat Bogshed (EP, Vinyl Drip Records)
- 1986 : Tried and Tested Public Speaker (EP, Shelfish Records)

### Compilations
- Raging Sun (Rouska, [LP])
- C86 (NME)

## Sources
- Mea Culpa, issue F, 1986.